# Stenocereus stellatus
Stenocereus stellatus là một loài thực vật có hoa trong họ Cactaceae. Loài này được (Pfeiff.) Riccob. miêu tả khoa học đầu tiên năm 1909.

## Hình ảnh

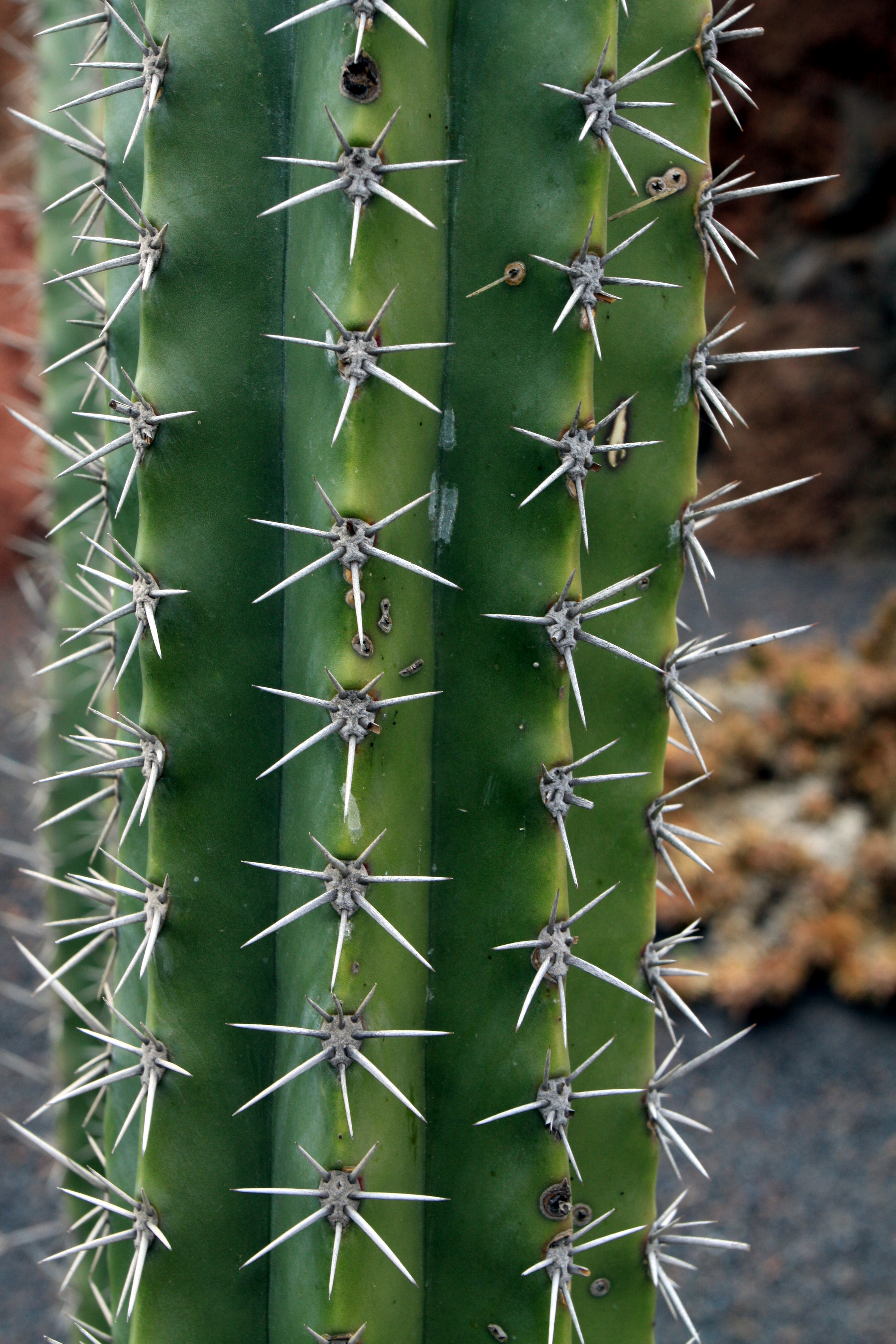
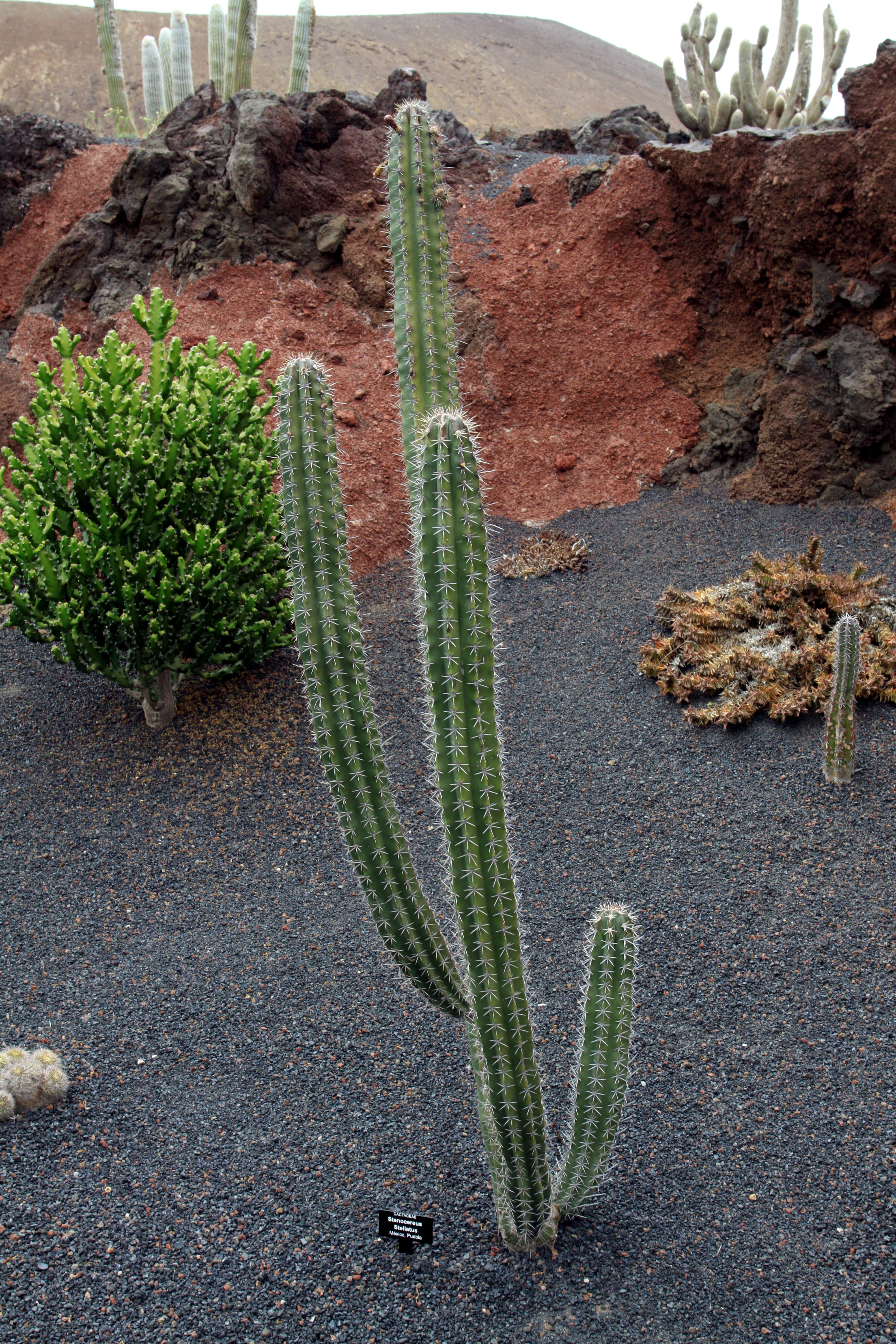